# Narcotice
Narcoticele  sunt substanțe care produc după pătrundere în corp o stare de narcoză.
Aceste substanțe sunt frecvent sub formă de gaze sau vapori care prin inhalare au un efect hipnotic,  somnifer, analgetic, relaxare musculară. În categoria lor intră și unele opioide.

## Gaze și vapori cu efect narcotic
- Gaze:

1. protoxid de azot
2. xenon

- Substanțe volatile:

1. eter
2. cloroform
3. halothan

Parametrii farmacologici urmăriți sunt:
1. coeficientul de dizolvare în sânge a narcoticului, indică pauzele de administrare
2. concentrația minimă alveolară, narcoticele puternice sunt efective deja la concentrații mici

## Narcoticele injectabile
Acestea sunt administrate mai frecvent pe cale intravenoasă, în comparație cu narcoticele administrate prin inhalare. În cazul narcoticelor injectabile dozarea trebuie să fie mai precisă, iar instalarea narcozei este mai rapidă.
Parametrii farmacologici urmăriți sunt:
1. degajare in ml/kg/min (eliminarea pe cale renală)
2. timpul de înjumătățire în ore a concentrației narcoticului în sânge
3. dezactivarea narcoticului la nivel hepatic

## Opiodele folosite ca narcotice
Sunt folosite numai acelea care au un efect scurt ca : Fentanil, Sufentanil și Remifentanil